# Hipódromo Argentino de Palermo
Hipódromo Argentino de Palermo är en hästkapplöpningsbana i Buenos Aires i Argentina. Banan öppnades den 7 maj 1876 och har sedan 1884 varje år varit värd för det argentinska derbyt Gran Premio Nacional. Dess 2 400 meter långa sandbana är världens längsta.
Driften av banan övertogs år 1883 av  
Argentinas jockeyklubb vars ledare Carlos Pellegrini senare skulle bli landets president.
År 1898 öppnade Tattersall de Palermo, en handelplats för  fullblodshästar och år 1908 byggdes de nuvarande åskådarplatserna i Beaux-Arts-stil, ritade av den franske arkitekten Louis Faure-Dujarric.